# Кимберли Кроссман
Кимберли Кроссман - американская актриса. Которая известна ролью Лорен в сериале Могучие Рейнджеры: Самураи.

## Биография
Кимберли родилась 24 мая 1988 года.
Кимберли сначала сыграла роль Софии в фильме Шортланд-стрит 1992 года.Позже сыграла роль Баристы в Морская полиция: Лос-Анджелес 2009 года.Также роль стала ей принадлежать в сериале Могучие Рейнджеры: Самураи.Потом сыграла роль Эспен в сериале Talent: The Casting Call.
Ещё Кимберли появилась в церемонии награждения Kids' Choice Awards 2010 в качестве гостя.

## Фильмография
| Сериал                        | Год  | Роль    |
| ----------------------------- | ---- | ------- |
| Шортланд-стрит                | 1992 | София   |
| Морская полиция: Лос-Анджелес | 2009 | Бариста |
| Могучие Рейнджеры: Самураи    | 2011 | Лорен   |
| Talent: The Casting Call      | 2011 | Эспен   |
| Смертельный оргазм            | 2015 | Медина  |